# Habrotrocha visa
Habrotrocha visa is een raderdiertjessoort uit de familie Habrotrochidae. De wetenschappelijke naam van deze soort is voor het eerst geldig gepubliceerd in 1954 door Donner.